# Thyas barbigera
Thyas barbigera är en kvalsterart som beskrevs av Viets 1908. Thyas barbigera ingår i släktet Thyas och familjen Thyasidae. Inga underarter finns listade i Catalogue of Life.